# Gaillard de Longjumeau
Gaillard de Longjumeau ist eine Familie des französischen Adels.

## Geschichte
Sie tritt erstmals mit Mathurin Gaillard Mitte des 15. Jahrhunderts in Blois auf. Dessen Sohn Michel I. Gaillard stieg zum „Général des Finances“ des Königs Ludwig XI. auf, und ihm gelang es, die Familie dauerhaft in der französischen Oberschicht zu etablieren. Sein Sohn Michel II. Gaillard besaß die Herrschaft Longjumeau, mit der der Familienname erweitert wurde. Von ihm wird zudem behauptet, dass er tatsächlich ein unehelicher Sohn von René II., Herzog von Lothringen, gewesen sei, wodurch seine Ehe mit Souveraine d’Angoulême, einer unehelichen Tochter von Charles d’Orléans, Graf von Angoulême, eine deutlich andere Bedeutung bekäme.
Linien der Familie Gaillard de Longjumeau lebten bis ins 18. Jahrhundert in der Provence sowie (als Exilierte) in der Schweiz.

## Stammliste (Auszug)
1. Mathurin Gaillard, 1453 Bürger in Blois, kauft Villemorand oder Villemourans bei Blois, ⚭ 1420 Jeanne Calipel, Nachfahre von Jean de Tuillières
  1. Marie Gaillard, ⚭ Pierre Bourdelot, Seigneur de Montfermeil, Berater, Notar und Sekretär des Königs
  2. Michel I. Gaillard († 1501), "Général des Finances" des Königs Ludwig XI., ⚭ I Jacquette Berthelot, ⚭ II Marguerite Bourdin († 1501), Dame de Villaines-d’Acy et de Puteau, Witwe von Macé Picot
    1. (I) Pernelle Gaillard, ⚭ L. Ruzé
    2. (II) Denis Gaillard († nach 1530), Seigneur de Puteau et du Fayet, Maître d’Hôtel du Roi, ⚭ Antoinette de Rueil-sur-Marne
      1. Gilles Gaillard, Anwalt im Parlement, ⚭ I (Ehevertrag vom 23. Oktober 1530) NN, ⚭ II (vielleicht auch Ehe eines gleichnamigen Sohnes, Ehevertrag vom 8. Oktober 1554) Catherine Le Coigneux – Nachkommen aus der zweiten Ehe: die Gaillards de Longjumeau in der Provence, darunter Jean de Gaillard de Longjumeau, Bischof von Apt († 1695)

    3. Michèlle Gaillard († 16. Oktober 1549 (oder nach 1556)), Dame de Bury, ⚭ 3. Oktober 1504 Florimond I. Robertet (* 11. Februar 1459; † 10. August 1527), Trésorier de France, Sohn von Jean Robertet und Louise Chauvet
    4. (II) Michel II. Gaillard († 1535), Seigneur de Chailly, Longjumeau et Faÿ (Le Fayel), Ritter, Notar und Sekretär des Königs (vielleicht auch ein unehelicher Sohn von René II., Herzog von Lothringen), ⚭ 1512 Souveraine d’Orléans († 1551), uneheliche Tochter von Charles d’Orléans, Graf von Angoulême – (Haus Valois-Angoulême) – und Jeanne Combe (Conte)
      1. Anne Gaillard de Longjumeau, ⚭ Thomas de Balzac, Seigneur de Montaigu-la-Brisette († 1583), (Haus Balzac)
      2. Madeleine Gaillard de Longjumeau, ⚭ Florent de Rouvroy de Saint-Simon
      3. Olive Gaillard de Longjumeau, ⚭ Hector de Saint-Blaise
      4. Michel III. Gaillard, Seigneur de Chailly, Longjumeau et Faÿ, ⚭ Louise de Sains d’Ailly († 1607)
        1. Charlotte Gaillard de Longjumeau, ⚭ 1570 Nicolas d’Aumale, Seigneur d’Haucourt, Chignoles, Marcel-la-Cave, Courtemanche, Rieu et Terrigny († vor 1619), Chambellan des Prince de Condé (Sohn von Philippe d’Aumale-Harcourt und Antoinette de Hangest) – Nachkommen
        2. Edmée Gaillard de Longjumeau, ⚭ Hector de Saint-Blaise, Ritter, Seigneur de Pouy – Nachkommen
        3. Michel IV. Gaillard de Longjumeau
          1. Rachel Gaillard de Longjumeau (* vor 1562; ⚭ 28. Dezember 1575), ⚭ Jacques de Boubers, Seigneur de Bernâtre et de Gouy – Nachkommen

        4. Nicolas Gaillard de Longjumeau († 1595 im Exil in der Schweiz), ⚭ Isabelle Thierry – Nachkommen
        5. Bernarde Gaillard de Longjumeau, ⚭ Jean de Montmorency, Seigneur de Bours († 1579), (Haus Montmorency)
          1. Hippolyte de Montmorency, Princesse d’Épinoy († 1616), ⚭ Pierre de Melun, Prince d’Épinoy († 1594) – Nachkommen